# CNA競技館秋田

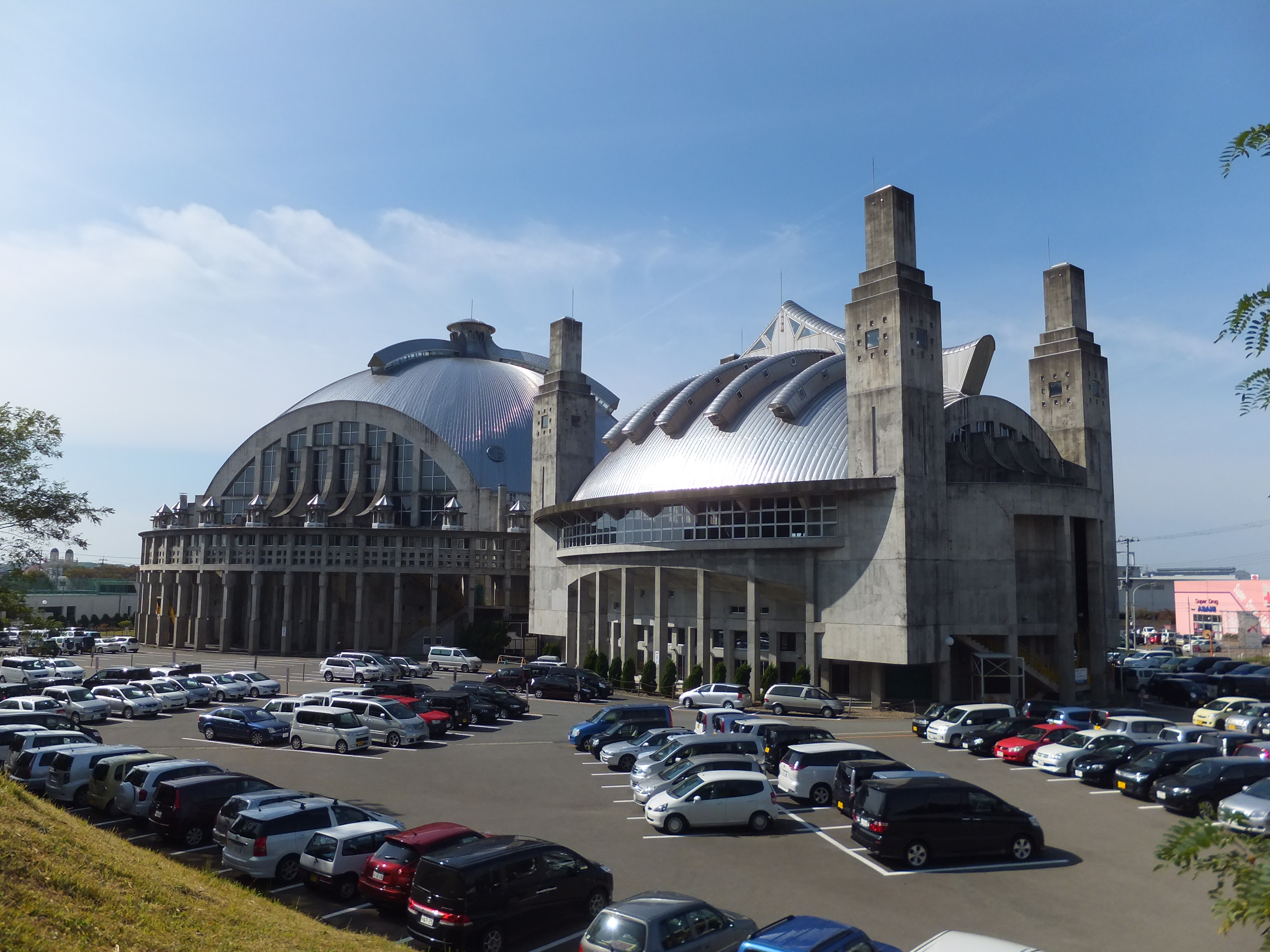
從秋田市立體育館停車場拍攝。照片前方（右側）的建築物是副館，照片後方（左側）的建築物是主館。

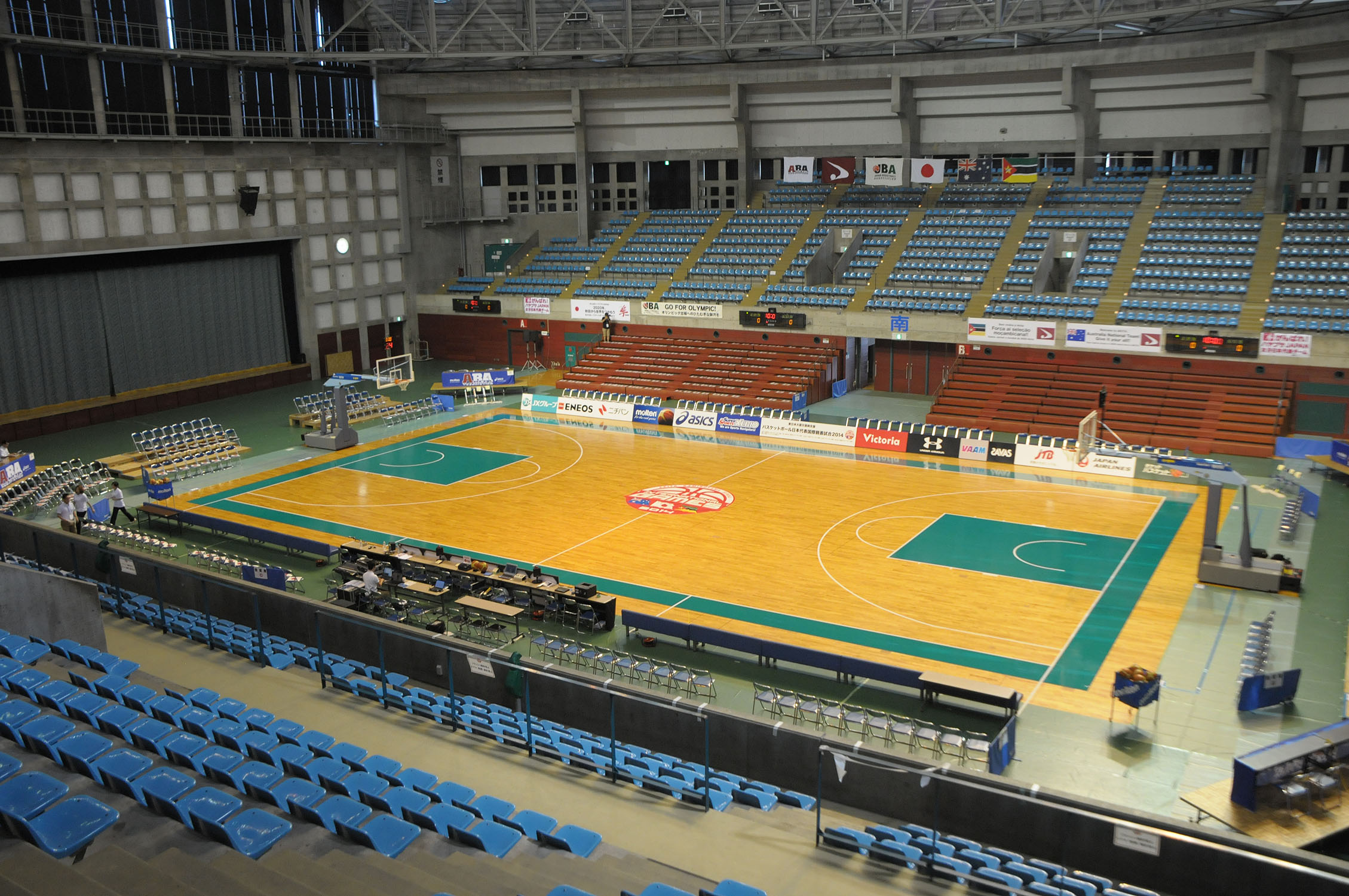
主館（Main Arena）

秋田市立體育館（日語：あきたしりつたいいくかん）是位於秋田縣秋田市八橋本町六丁目的綜合體育館，由秋田市教育委員會負責管理與營運。

## 概要
秋田市立體育館於1994年建成，座落於秋田市下水道部（現為秋田市上下水道局八橋廳舍）旁的鄰接用地。該館除作為每年夏季舉辦的竿燈妙技大會的備用會場外，也經常用於排球、籃球、拳擊、職業摔角、時尚秀等活動。
2001年舉辦的世界運動會中，該體育館承辦了舞蹈運動、運動特技體操、韻律體操及有氧運動等賽事；而在2007年舉辦的秋田若杉全國運動會中，則舉行了體操比賽。
2014年1月26日，bj聯盟的全明星賽亦於此館舉行，吸引了4,572名觀眾到場觀賽。
2016年9月開幕的B.LEAGUE中，秋田北部喜悅以CNA競技館秋田作為新主場，取代原本的秋田縣立體育館。由於新聯賽要求主場必須可容納5000人以上，而縣內體育館皆未符合此標準，因此在體育館安裝臨時座位來滿足規定，設置臨時座位的費用由縣政府提供資金支持。根據新聯賽規定，主場球隊必須在主場舉辦80%的比賽，因此將主要使用這座體育館。
此外，在新聯賽開幕前的2015年9月，秋田有線電視獲得了體育館的冠名权，自同年10月起，體育館正式更名為CNA競技館★秋田。

### 舊體育館

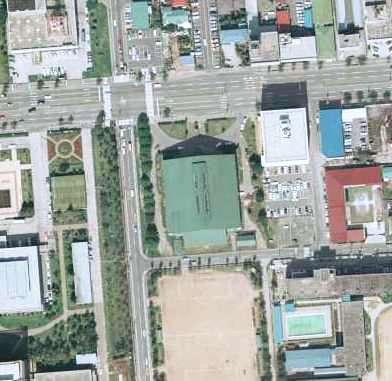
1975年拍攝的舊體育館照片）

在遷至現址之前，原本的體育館於1954年建於秋田市川尻町字八千刈（現為山王三丁目，即今秋田縣第二廳舍所在地），當時名為「秋田市山王體育館」。其建設費用約為5,500萬日圓，在當時被視為東北地區規模最大的體育館之一。
為了獲得國庫補助，最初以鄰近的秋田市立山王中學校體育館名義建設。1958年隨著山王中學新體育館的落成，原體育館改名為「秋田市立體育館」。

## 設施

### 主場館
- 面積：2,540m2（63.5m×40m）
- 容納人數：共計4,556人
  - 固定座位總數：2,468席
  - 臨時增設座位：2,088席
- 可使用項目：3座籃球場、3座排球場、25桌桌球場、12座羽毛球場、1座手球場等其他多功能運動用途。

### 副場館
- 面積：863m2（38.0m×22m）
- 可使用項目：1座籃球場、1座排球場、3座羽毛球場、10桌卓球場、一座韻律體操場等其他多功能運動用途。

### 其他設施
- 桌球室
  - 面積324m2、5個球桌
- 多功能大廳
  - 面積324m2、舞蹈、太極拳、雷射射擊（日语：ビームライフル）等活動
- 慢跑道
  - 810m2（一圈250m、寬度3m）

## 交通方式
從JR奥羽本線・羽越本線的秋田站西口出發，搭乘秋田中央交通的臨海營業所線或縣立游泳池線，在「市立體育館前」巴士站下車。

## 體育賽事
- 2001年世界運動會
- 2014年bJ聯盟全明星賽
- 秋田羽毛球大師賽

## 画册

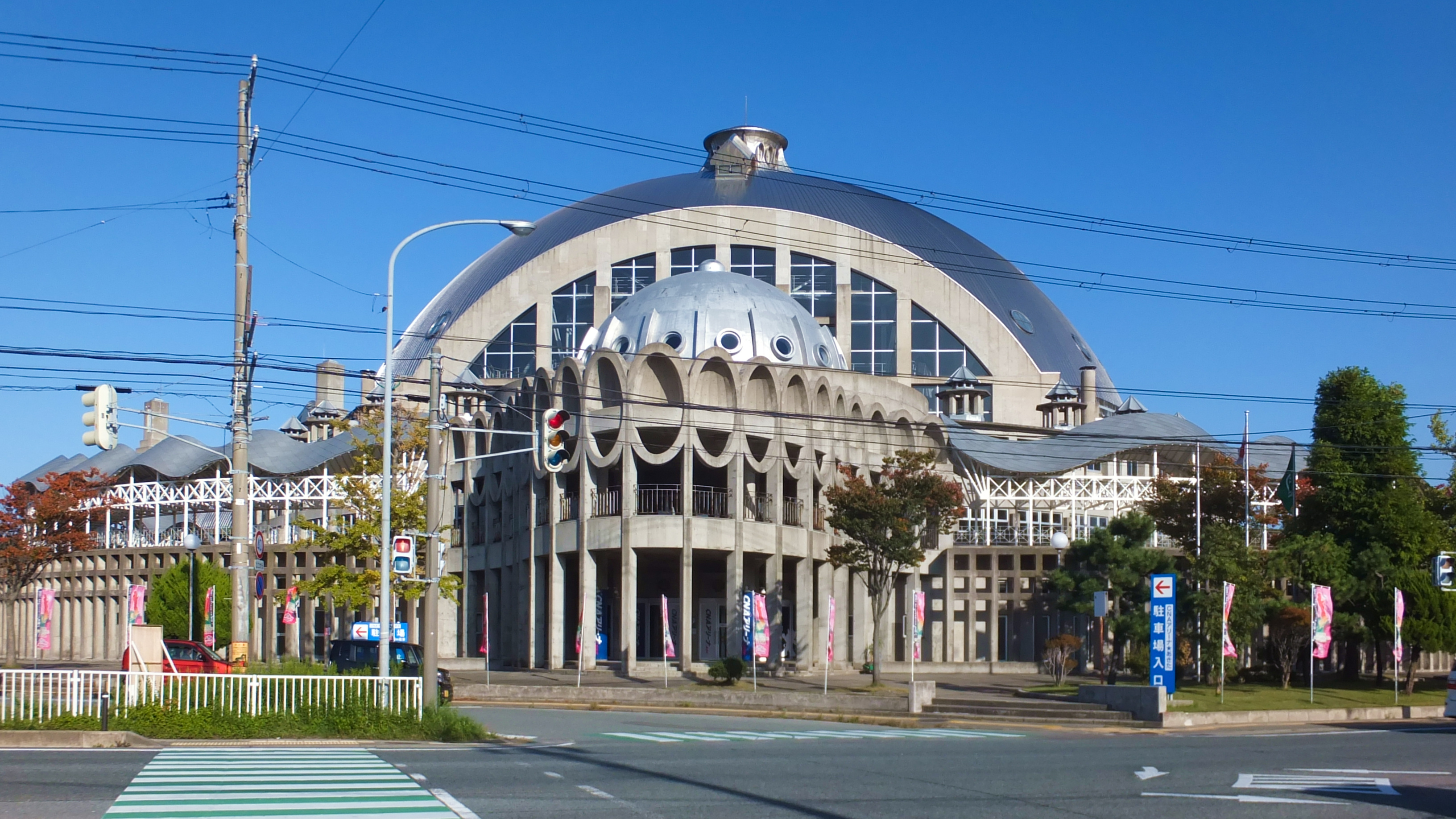
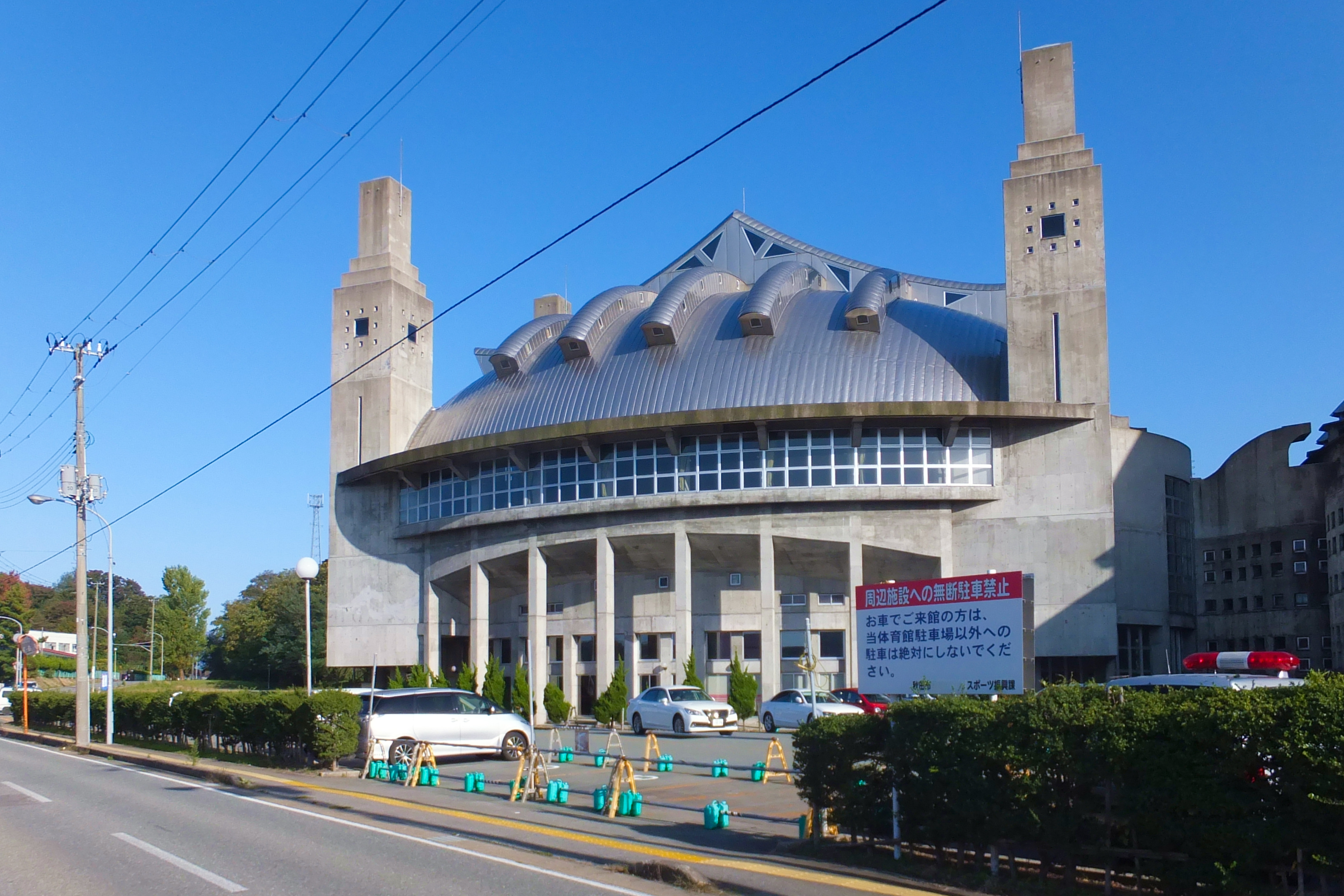
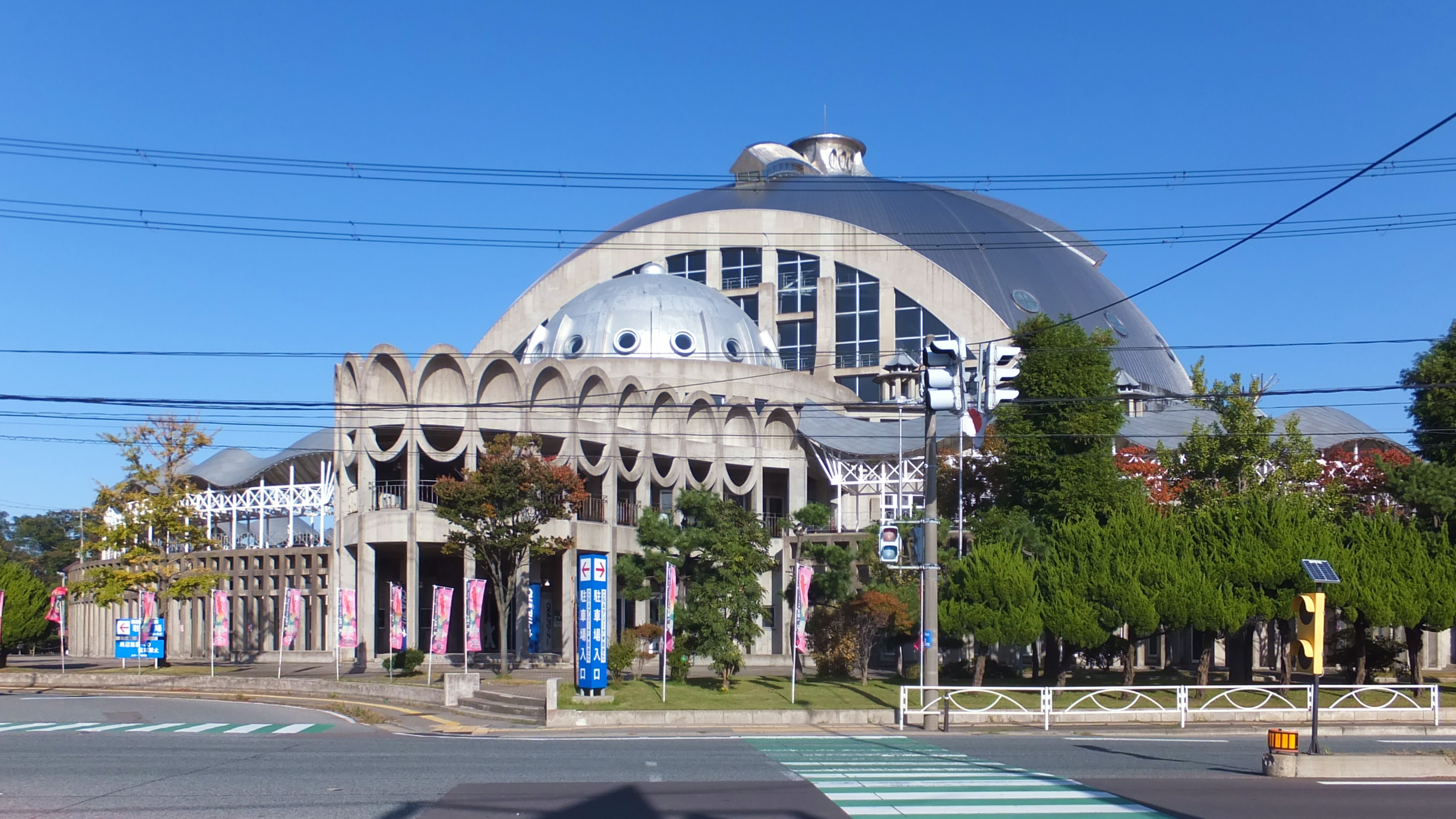
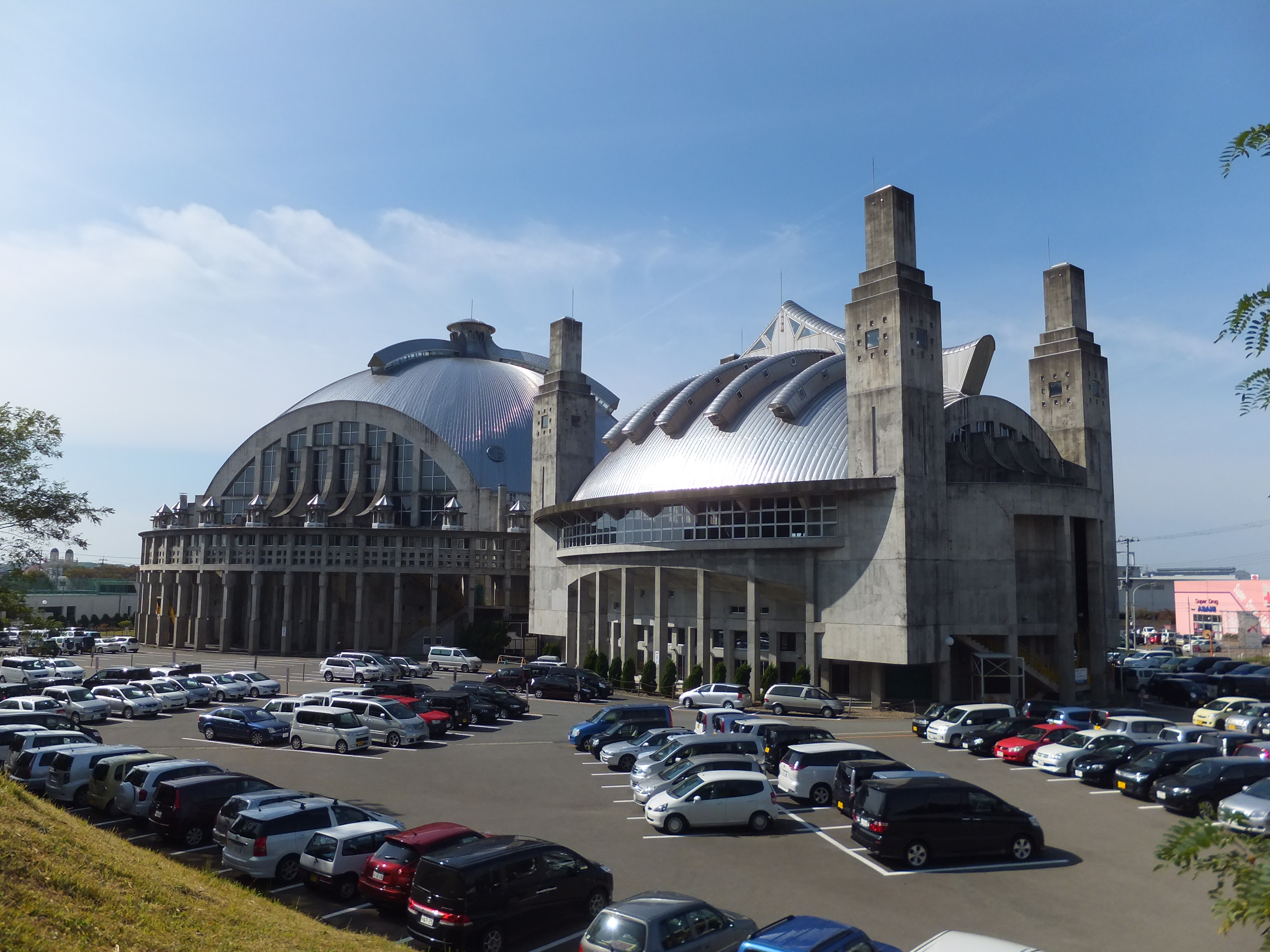
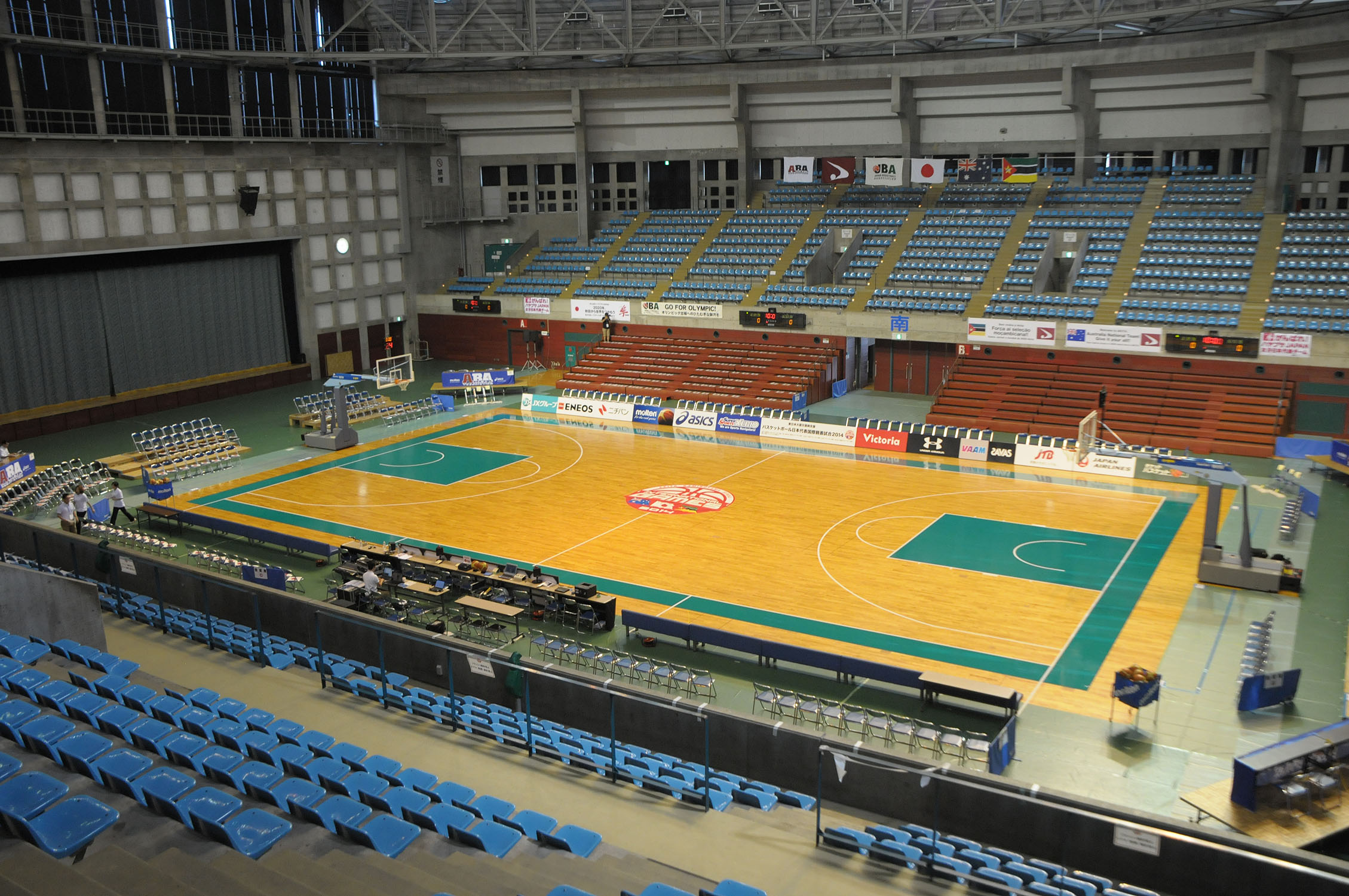
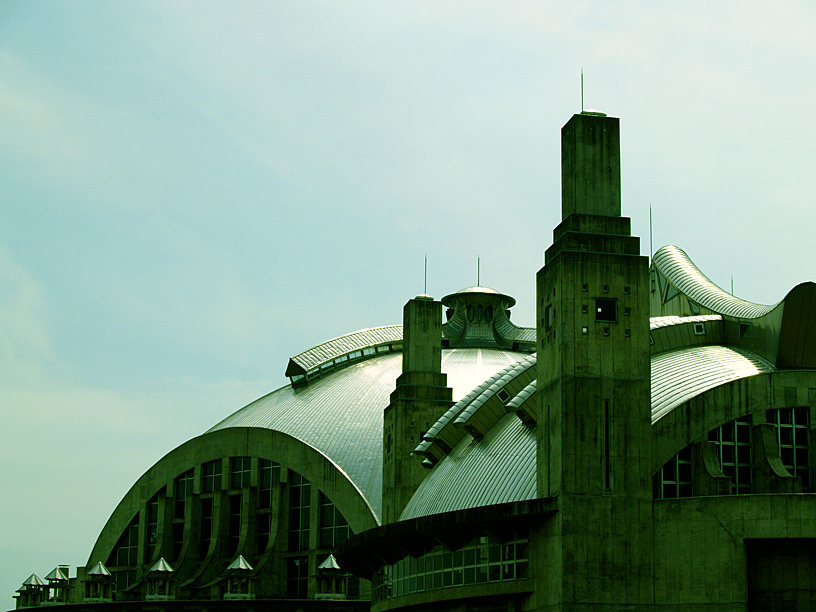
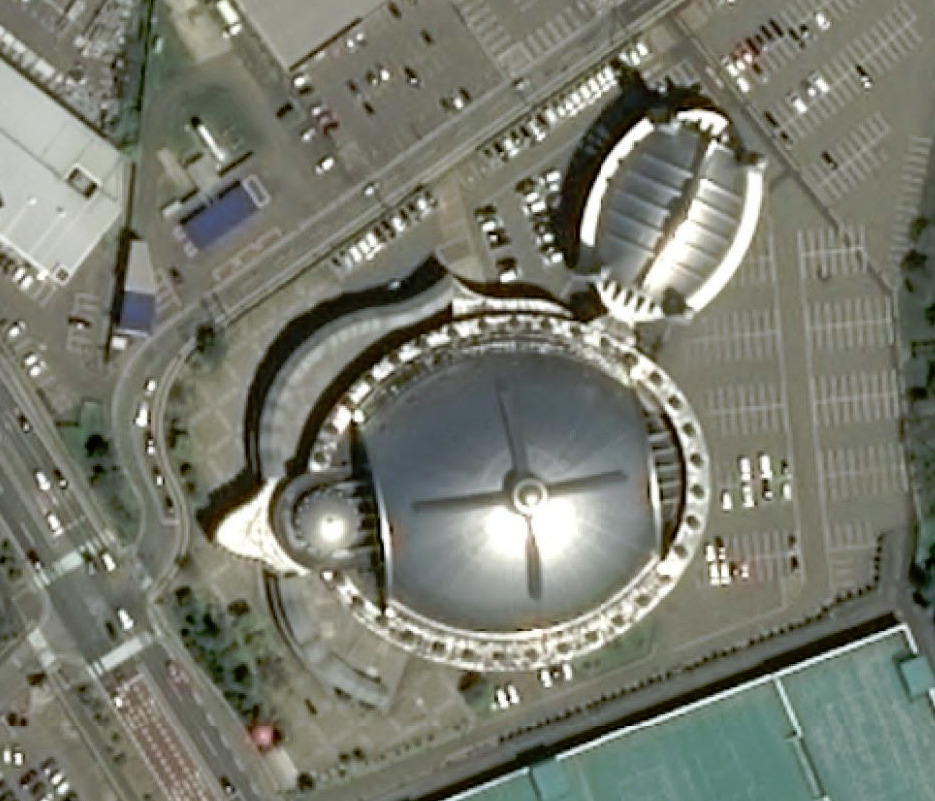
卫星图

## 外部連結
39°43′32.3″N 140°5′15.7″E / 39.725639°N 140.087694°E
1. ↑  秋田市史 昭和編 pp.361-362